# Berenice (hija de Salomé)
Berenice era hija de Costobaro y Salomé I, hermana de Herodes el Grande. 
Se casó con su primo Aristóbulo con el fin de reducir la discordia dentro de su familia causada por el favoritismo de Herodes hacia su esposa Mariamna. Su matrimonio fue un intento de unir los dos lados principales de su familia, previamente divididos por el matrimonio, y aliviar la tensión en torno a qué lado sería responsable de suceder a Herodes. Esto no resolvió los problemas presentes entre los herederos, y finalmente Aristóbulo fue ejecutado por su padre en el año 6 a.C., y Berenice fue acusada de complicidad en su muerte. De Aristóbulo fue madre de Herodes Agripa I, Herodes de Calcis, Herodías, Mariamne III y Aristóbulo el Menor.
Berenice mantuvo su estatus de élite en Judea gracias a los estrechos vínculos de su familia con la familia imperial romana. Este vínculo permitió que su hijo Agripa se criara en Roma con la familia de Antonia la Menor, algunos de los futuros líderes de Roma.  
Con el tiempo, se volvió a casar con un hombre llamado Teudión (hermano de la primera esposa de Herodes I, Doris y, por lo tanto, tío de Antípatro), con el fin de fortalecer los lazos políticos de su familia. Poco se sabe de Berenice una vez muerto Herodes el Grande, pero cabe suponer que su matrimonio concertado no sobrevivió a la muerte de su tío.